# 大灰氣蘚
大灰氣蘚（学名：Aerobryopsis subdivergens）为蔓蘚科灰氣蘚屬下的一个种。